# Lizzie Deignan
Elizabeth Mary Deignan, född Armitstead 18 december 1988 i Otley, är en brittisk professionell cyklist som tog OS-silver i linjeloppet vid cykling vid olympiska sommarspelen 2012 i London. Hon gifte sig i september 2016 med den irländske cyklisten Philip Deignan.